# 史蒂芬·齊默爾曼
小斯蒂芬·艾瑞克·齊默爾曼（1996年9月9日—）為美國男子籃球運動員，場上位置為中鋒。

## 早年至大學生涯
齊默爾曼出生於田納西州亨德森維爾，在2003年6歲父母離異後搬家到內華達州拉斯维加斯，11歲時正式接觸了籃球，2011年5月就讀高曼主教中學八年級的齊默爾曼收到來自内华达大学拉斯维加斯分校的獎學金，儘管之後四年間齊默爾曼收到其他大學的邀約，2015年4月還是決定就讀家鄉大學──內華達大學拉斯維加斯分校。大學菜鳥球季齊默爾曼繳出場均10.5分、8.7籃板，2016年3月決定投入NBA選秀。

## 職業生涯
齊默爾曼在2016年NBA選秀第二輪第11順位獲得奧蘭多魔術青睞，7月與奧蘭多魔術簽下一份三年合約，第一年為全額保障。NBA菜鳥球季齊默爾曼出賽了19場，2017年7月奧蘭多魔術在新賽季合約還沒轉成保障前選擇裁掉齊默爾曼，齊默爾曼在NBA夏季聯賽代表密爾瓦基公鹿出賽，8月與洛杉磯湖人完成簽約，10月被洛杉磯湖人裁掉。
2023年1月26日，B2聯賽福岡新銳簽下齊默爾曼。齊默爾曼代表福岡新銳出賽12場，場均貢獻10.7分、7.5籃板、2.1助攻、1.4阻攻。6月17日，齊默爾曼加入阿雷西博船長。6月21日，由於齊默爾曼在19日的比賽中左肩脫臼，阿雷西博船長引進奇内梅卢·埃洛努頂替。8月31日，P. LEAGUE+臺北富邦勇士宣布齊默爾曼加盟事宜，中文登錄名為「石門」。
2024年1月24日，臺北富邦勇士宣布與齊默爾曼結束合約關係，齊默爾曼代表臺北富邦勇士在P. LEAGUE+出賽六場、東亞超級聯賽一場。5月7日，齊默爾曼與約翰·默里加入森美兰金群利金鹿取代Damion Rosser和Taishaun Johnson，參加亞洲籃球冠軍聯賽會內賽。齊默爾曼總計出賽三場，場均8分、5.3籃板、2助攻。7月2日，B2聯賽奈良雄心宣布與齊默爾曼達成2024-25賽季合約協議。

## 國家隊生涯
2014年齊默爾曼代表美國參加U18美青男籃賽。2019年齊默爾曼代表美國參加世界盃男籃美洲區資格賽；2022年參加美洲盃男籃賽。

## 生涯數據

### NBA

#### 例行賽
| 賽季     | 球隊       | GP | GS | MPG | FG%  | 3P%  | FT%  | RPG | APG | SPG | BPG | PPG |
| -------- | ---------- | -- | -- | --- | ---- | ---- | ---- | --- | --- | --- | --- | --- |
| 2016–17  | 奧蘭多魔術 | 19 | 0  | 5.7 | .323 | .000 | .600 | 1.8 | .2  | .1  | .3  | 1.2 |
| 生涯總計 | 生涯總計   | 19 | 0  | 5.7 | .323 | .000 | .600 | 1.8 | .2  | .1  | .3  | 1.2 |

## 個人生活
齊默爾曼的妻子布里（Bree）同樣出身内华达大学拉斯维加斯分校，是名排球運動員，企排十九年效力中纖女排。

## 外部連結
- 史蒂芬·齊默爾曼的Instagram帳戶
- 史蒂芬·齊默爾曼的X（前Twitter）
- 史蒂芬·齊默爾曼在fiba.basketball（英语）
- 史蒂芬·齊默爾曼在archive.fiba.com（存檔）（英语）
- 史蒂芬·齊默爾曼在NBA（英语）
- 史蒂芬·齊默爾曼在NBA G聯盟（英语）
- 史蒂芬·齊默爾曼在德國籃球甲級聯賽（德语）
- 史蒂芬·齊默爾曼在B聯賽（日语）
- 史蒂芬·齊默爾曼在P. LEAGUE+
- 史蒂芬·齊默爾曼在Basketball-Reference.com（NBA）（英语）
- 史蒂芬·齊默爾曼在Basketball-Reference.com（NBA G聯盟）（英语）
- 史蒂芬·齊默爾曼在Basketball-Reference.com（國際）（英语）
- 史蒂芬·齊默爾曼在Sports-Reference.com（NCAA）（英语）
- 史蒂芬·齊默爾曼在Eurobasket.com（球員）（英语）
- 史蒂芬·齊默爾曼在Proballers（英语）
- 史蒂芬·齊默爾曼在RealGM（英语）
- 史蒂芬·齊默爾曼在Flashscore（英语）